# مونتي مارسيانو
مونتي مارسيانو؛ هي بلدية في مقاطعة أنكونا في إقليم ماركي الإيطالي، على بعد حوالي 15 كيلومتر (9 ميل) غرب أنكونا.
حدود مونتي مارسيانو تشيارافالي، فالكونارا ماريتيما، مونتي سان فيتو، وسينيغاليا.

## العلاقات الدولية

### المدن التوأم – المدن الشقيقة
مونتي مارسيانو توأمة مع:
- سينج، كرواتيا
- كوينسي سو سينارت، فرنسا
- هوهنكيرشن-سيجيرتسبرون، ألمانيا
- بارديوف، سلوفاكيا
- ساو، إستونيا

## وصلات خارجية
- الموقع الرسمي